# Blennidus robustulus
Blennidus robustulus là một loài bọ chân chạy thuộc phân họ Pterostichinae. Loài này được Straneo mô tả năm 1954.